# Maude Charron
Maude Charron (født 28. april 1993) er en canadisk vægtløfter.
Hun repræsenterede Canada under sommer-OL 2020 i Tokyo, hvor hun vandt guld i 64 kg-klassen.
Under sommer-OL 2024, som blev afholdt i Paris, vandt hun sølv.